# Rock City 2.0
Rock City (Version 2.0) is het debuutalbum van Royce Da 5'9", uitgebracht in 2002. Het album moest opnieuw uitgebracht worden als Rock City 2.0 omdat het illegaal verspreid werd.

## Track listing
1. "It's Tuesday (Intro)" (3:02)
2. "Rock City" featuring Eminem (4:14)
3. "Off Parole" (6:05)
4. "My Friend" (3:30)
5. "U Can't Touch Me" (3:56)
6. "Mr. Baller" (4:26)
7. "Let's Go" (4:18)
8. "D-Elite" (1:42)
9. "Take His Life" (4:21)
10. "Nickel Nine Is..." (4:56)
11. "Boom" (3:56)
12. "Soldier's Story" (4:18)
13. "Who Am I" (3:44)
14. "Life" (5:20)
15. "King of Kings (bonus track - 4:06)